# Klooster van Wörschweiler
Het klooster van Wörschweiler is een voormalige klooster in het Duitse Wörschweiler, dat tegenwoordig een stadsdeel is van Homburg in de deelstaat Saarland. Het klooster werd gebruikt door de cisterciënzers.
Het klooster is in 1130 in opdracht van graaf Friedrich I van het graafschap Saarwerden en zijn gemalin Gertrud an der Stelle opgericht als klooster voor benedictijnen. In 1171 werd het klooster als zusterklooster van klooster van Villers-Bettnach in gebruik genomen en namen cisterciënzers intrek in het gebouw. Daardoor viel het ook onder het klooster van Morimond. In 1558 verloor het klooster zijn functie en in 1614 stortte het klooster, na een brand, in. In de 19e en 20e eeuw werden delen van het klooster opgegraven, waaronder onderdelen van de kerk.